# Selfy
Selfy (укр. селфі) — український поп-гурт, заснований на початку 2014 року. Продюсером став колишній продюсер гурту «SMS» Олександр Яременко. До складу гурту входять дві вокалістки — Тетяна Духонченко і Ольга Хареба (Dana Queen). У записі одного з відео також взяла участь директор гурту — Галина Аузяк.
Найвідоміша пісня гурту — «Галя балувана», що з'явилась на початку 2016-го. Кліп за три тижні піднявся в чарті М1 на перші місця —№ 1 в «Головному Хіт-Параді України» і № 2 в «Першому українському». За півроку відео на Youtube переглянули більше 1,2 млн разів.
У червні 2016 року було представлено другу відеороботу — до пісні «Вишиваночка».. В січні 2017 виступали на закритті Головної ялинки Вінниці, де серед інших своїх пісень представили пісню «Зроби мені селфі». У червні 2017 року було представлено кліп «Гаджети» — україномовну версію пісні «Гаджеты». У відео бере участь Тімур Мірошниченко.

## Цікаві факти
Назва гурту майже збігається з назвою російського тріо «Selfie», через що пісню «Галя балувана» помилково приписали російському гурту.

## Українська пропаганда в кліпах
- В кожному відео до своїх пісень гурт займається прихованою пропагандою вишиванки («Вишиваночка», «Галя Балувана») чи українських культурних традицій («Відлуння»).

## Дискографія

### Сингли
| Рік  | Назва           |
| ---- | --------------- |
| 2015 | «Гаджеты»       |
| 2016 | «Галя балувана» |
| 2016 | «Вишиваночка»   |
| 2016 | «Відлуння»      |

### Відео
| Рік  | Назва           |
| ---- | --------------- |
| 2016 | «Галя балувана» |
| 2016 | «Вишиваночка»   |
| 2016 | «Відлуння»      |
| Рік  | Назва           |
| 2017 | «Гаджети»       |
| 2017 | «Обійми ніжно»  |